# Кеге (футбольний клуб)
Футбольний клуб «Кеге» (дан. Køge Boldklub) — данський футбольний клуб з однойменного міста, заснований у 1927 році. Домашні матчі приймає на однойменному стадіоні, місткістю 10 000 глядачів.

## Історія

### Заснування
Сам клуб був заснований 7 вересня 1895 року. А 5 квітня 1907 року його разом з іншими видами спорту було об'єднано в Гімнастичну спортивну асоціацію «Кеге» (у ній домінував крикет).
Згодом футбол знову було виділено в окремий клуб і 1 жовтня 1927 року утворено футбольний клуб «Кеге».

### Розквіт
Розквіт клубу припав на період після Другої світової війни. У 1952 році «Кеге» став срібним призером, а 1954 року — першим клубом не з Копенгагена, який виграв чемпіонат Данії з футболу.

### Балансування і друге чемпіонство
Уже 1956 року клуб вилетів з вищої ліги Данії. Наступні 14 сезонів команда балансувала на межі між вищою й першою лігами Данії.
З 1971 року клуб повернувся до еліти данського футболу, а 1975 року несподівано вдруге виграв чемпіонат.

### Банкрутство
Протягом 1970-78 і 1980-1985, а згодом у 2002-2003 роках клуб грав у вищій лізі. Решту років - у першому дивізіоні.
До другої половини 2000-х «Кеге» зазнавав великих фінансових проблем, а 6 лютого 2009 року клуб було оголошено банкрутом, він був знятий зі змагань, а наступний сезон розпочав у регіональній лізі Зеландії.

### Відродження в ГБ Кеге
Ще з 2007 року розпочалося об'єднання футбольних клубів «Кеге» і Герефельге, адже Герфельге — передмістя Кеге. Йшлося про створення нового ГБ «Кеге» (Герфольський футбольний клуб «Кеге»). «За» наприкінці лютого 2007 року висловилися обидва клуби. На деякий час об'єднання було призупинено через процедуру банкрутства.
У грудні 2008 року укладено угоду з усіма командами обох клубів, а 14 березня 2009 року Данський футбольний союз затвердив заявку ГБ «Кеге», який розпочинав існування з 1 червня. Міська рада Кеге придбала будівлю футбольного клубу і 23 березня 2009 року урочисто передала її у власність ГБ «Кеге».
Внаслідок появи ГБ «Кеге» обидва попередні клуби об'єднали свої головні команди, а також U-19 і U-17 (окремими до сезону 2015/2016 залишались лише U-14 та U-15).
Об'єднання вилилось у певні проблеми: виробник ігрової форми для нового клубу не встигав відправити її з Туреччини в Данію й вихід гравців на поле був під загрозою зриву. Однак форма таки надійшла у розпорядження нового клубу.

## Ігрова форма
Домашня форма — помаранчевого кольору. На виїзді команда грає у синьо-чорних футболках і шортах.
На логотипі є зображення лебедя - талісмана ГБ «Кеге».

## Досягнення
- Чемпіонат Данії
  - Чемпіон (2): 1954, 1975
  - Срібний призер (1): 1952

- Кубок Данії
  - Фіналіст (2): 1963, 1979.